# Acanthodactylus schreiberi
Acanthodactylus schreiberi е вид влечуго от семейство Гущерови (Lacertidae). Видът е застрашен от изчезване.

## Разпространение
Разпространен е в Израел, Кипър, Ливан и Турция.